# Bruno Gervais

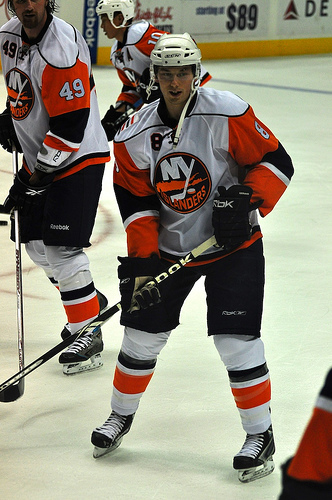
Bruno Gervais i New York Islanders.

Bruno Gervais, född 3 oktober 1984 i Longueuil, Québec, är en kanadensisk professionell ishockeyback som spelar för Eisbären Berlin i DEL.
Gervais spelade för New York Islanders från 2005 till och med 2011. 2011 skrev han på ett ettårskontrakt Tampa Bay Lightning.
Gervais valdes som 182:e spelare av New York Islanders i 2003 års NHL-draft.